# ОФГ Враца
ОФГ Враца е дивизия, в която играят клубове от област Враца. Състои се от две лиги: „A“ ОГ Враца и „Б“ ОГ Враца.

## „A“ ОГ Враца
През сезон 2022/23 в нея се състезават 10 отбора. Първият отбор играе бараж за влизане в Северозападна аматьорска футболна лига, а последният отбор отпада в „Б“ ОГ Враца.

### Отбори 2022/23
- Академия Ботев (Враца)
- Ботев (Рогозен)
- Ботев III (Враца)
- Бутан (Бутан)
- Искър 1923 (Роман)
- Манастирище 2020 (Манастирище)
- Миньор 2017 (Згориград)
- Монолит (Бяла Слатина)
- Огоста (Хайредин)
- Септември 98 (Гложене)
- Скала 2015 (Оселна)

## „Б“ ОГ Враца
През сезон 2022/23 се състезават 10 отбора. Първият отбор печели промоция за „A“ ОГ Враца.

### Отбори 2022/23
- Ботев 2013 (Попица)
- Далекс Бикоборец Мега (Костелево)
- Дунав 2016 (Селановци)
- Искър 1923 (Роман) II
- Любимец (Търнава)
- Милин камък (Баница)
- Оряхово 2021 (Оряхово)
- Радецки (Козлодуй)
- Скът (Алтимир)
- Торпедо 2004 (Борован)